# فورتنایت بتل رویال
فورتنایت بتل رویال
(به انگلیسی: Fortnite Battle Royale) (به فارسی: قلعه پلیدی نبرد سلطنتی) یک بازی ویدئویی رایگان در سبک تیراندازی سوم شخص و بتل رویال آنلاین است که توسط شرکت اپیک گیمز توسعه یافته و نسخه اولیهٔ آن در تاریخ ۲۶ سپتامبر ۲۰۱۷ برای سکوهای پلی‌استیشن ۴، اکس‌باکس وان، مایکروسافت ویندوز، نینتندو سوئیچ و موبایل‌های اندرویدی در تاریخ ۱۲ ژوئن ۲۰۱۸ منتشر شد. این بازی تکمیل شده نسخه فورتنایت نجات دنیا، یک بازی مشارکتی به سبک بقا همراه با وجود عناصر ساخت و ساز است.
ایده فورتنایت: بتل رویال پس از انتشار پلیرآن‌ناونز بتل‌گراندز به‌وجود آمد. در اصل این قسمت به عنوان بخشی از نسخه دسترسی اولیه فورتنایت نجات دنیا منتشر شد. شرکت اپیک گیمز پس از مدتی بازی را با همکاری شرکت میکروترنزاکشنز به یک بازی رایگان تغییر داد. افزایش محبوبیت این بازی، سبب شد تا اپیک گیمز تیم توسعه را به دو گروه جدا کند که در حال حاضر یک تیم بر روی بتل رویال و گروه دوم بر روی فورتنایت نجات دنیا تمرکز دارند.

## گیم پلی

بازیکن می‌تواند سازه‌هایی جهت دفاع بسازد.

گیم پلی اصلی فورتنایت بتل رویال مانند ساختار استاندارد بازی‌های ژانر بتل رویال می‌باشد. بازی به‌طور معمول با هر بازیکن به صورت انفرادی، یا در یک گروه از دو تا چهار بازیکن، به همراه حداکثر ۱۰۰ بازیکن در هر راند بازی می‌شود. هر راند بازیکنان بدون سلاح توسط یک اتوبوس شناور به نام ("بتل باس") بوسیله گلایدر یا چتر روی منطقه‌ای از زمین فرود می‌آیند. طرح ثابت این جزیره شامل چندین محل برجسته و منطقه است (به‌صورت واج آرایی نامگذاری شدند مانند: "لیزی لیک"، " اسلورپی اسوامپ" و "ریتیل رو") که اغلب شهرهای متروک هستند، که به‌صورت تصادفی در ساختمان و محل‌های دیگر سلاح، شیلد و سایر موارد مرتبط را می‌توان یافت کرد. هدف بازی زنده ماندن به عنوان آخرین بازیکن یا تیم بوسیله حذف بازیکنان دیگر یا اجتناب از آن‌ها است. با گذشت زمان، منطقه امن بازی ( storm )، از نظر اندازه کاهش می‌یابد، و به بازیکنان خارج از منطقه آسیب می‌رساند. این مورد بازیکنان باقی مانده را به فضاهای تنگ‌تر هدایت می‌کند و آن‌ها را مجبور به رویارویی می‌کند. باکس‌های تامینی در طول بازی در محل‌های تصادفی فرود می‌آیند و به‌صورت تصادفی سلاح‌ها و آیتم‌هایی را دربردارند. همانند بازی اصلی فورتنایت، فورتنایت بتل رویال نیز به‌صورت سوم شخص می‌باشد.
وجه تمایز اصلی فورتنایت بتل رویال از دیگر بازی‌های سبک بتل رویال سیستم سازندگی در بازی می‌باشد، که از حالت اصلی بازی فورتنایت نشات گرفته‌است. تقریباً تمامی اجسام در محدوده بازی را می‌توان برای بدست آوردن (چوب، اجر و آهن) نابود کرد که از آن‌ها می‌توان برای ساخت دیوار، پله، کف و سقف، که استحکام محدودی دارند و می‌تواند به منظور جابجایی سریع‌تر در محیط بازی، محافظت از بازیکن در مقابل تیراندازی‌ها، یا کم کردن سرعت سایر بازیکنان استفاده کرد. موارد ضعیف‌تر معمولاً با چندین ضربه یا تیر نابود می‌شوند، اما می‌تواند به سرعت ساخته شود، در حالیکه موارد قوی‌تر می‌توانند ضربات یا اثر بیشتری را تحمل کند، اما برای ساختن زمان بیشتری نیاز دارد. و در طول بازی (بتل رویال) میتوان با انجام ماموریت‌های مخصوص که در طول بازی الهام می‌شود مقداری طلا (واحد پول درون بتل رویال) جمع‌آوری کرد تا با آن سلاح‌های خود را قوی تر یا اقلام مورد نیاز خود را تهیه کنید.

بازی با ۱۰۰ بازیکن شروع می‌شود و تنها یک نفر در آخر بازی برنده می‌شود.

این بازی رایگان می‌باشد، با حمایت میکروترنزاکشنز امکان خرید ویندرباکس یا به اختصار وی باکس که واحد پول داخل بازی به حساب میآید برای بازیکنان فراهم است. وی باکس همچنین با بازی اصلی فورتنایت: جهان را نجات بده به اشتراک گذاشته می‌شود که این فرصت را به بازیکنان می‌دهد به وسیله تکمیل مأموریت‌ها یا تکالیف روزانه، بتوانند آن را بدست آورند. از وی باکس‌ها می‌توان برای خرید مقادیر تزئینی مانند اسکین، کلنگ، گلایدر، کوله پشتی و اِموت‌ها استفاده شود.  که میتوان این آیتم ها را از ( آیتم شاپ ) خریداری کرد، این بازی به صورت فصلی پیشروی می‌کند(session) و هر فصل تقریباً ۱۰ هفته می‌باشد. هر فصل یک مجموعه انحصاری از اقلام تزئینی همراه دارد  این موارد از طریق بتل پس ارائه می‌شوند که دارای تعدادی رده است که بازیکنان از طریق به دست آوردن «لول» از طریق تکمیل اهداف بازی، به رده‌های بالاتر می‌روند و در این مسیر از آیتم‌هایی برخوردار می‌شوند. همه بازیکنان از بتل پس رایگان برخوردار هستند که موارد و اقلام کمتری در قبال رده‌هایش دارد، حال آنکه بازیکنان می‌توانند به‌وسیله وی باکس از بتل پس ویژه برخوردار شوند که حاوی چالش‌ها و جوایز بیشتری در تمامی رده‌ها می‌باشد. همچنین بازیکنان می‌توانند بعد از خرید بتل پس رده‌ها را نیز به منظور تسریع فرایند پیشرفت به‌وسیله وی باکس خریداری کنند.
از زمان انتشار اپیک گیمز ویژگی‌های بیشتری از قبیل سلاح و وسایل جدید و وسایل نقلیه مانند چرخ دستی‌های خرید و ماشین گلف به بازی اضافه کرده‌است. اپیک همچنین قادر به قرار دادن هات فیکس در بازی برای تنظیم جنبه‌هایی مانند ویژگی‌های سلاح و توزیع آن است، در صورت لزوم می‌تواند آیتمی را در مدت چند دقیقه حذف کند، اگر آن‌ها یا بازیکنان موردی را ببینند که در بازی خللی ایجاد کرده یا به عبارتی یک گلیچ است. با انتشار فصل ۷ و حالت فورت نایت کریتیو، ناحیه ای از نقشه به نام بلاک نامیده شد که دارای ویژگی خلق و توسعه توسط بازیکن می‌باشد.

## یادداشت
1. ↑  نسخه‌های خرده فروشی توسط «وارنر بروس. اینتراکتیو انترتینمنت» منتشر شد.
2. ↑   Early Access
3. ↑   Supply Drops